# スイフト・モーター・カンパニー
スイフト・モーター・カンパニー（Swift Motor Company ）は、英国コヴェントリーで1900年から1931年まで活動した自動車会社である。
スイフト社はミシンと自転車を製造していた。1900年に単気筒エンジンの自動車製作を開始した。珍しいトランスミッションを採用していたが、信頼性がなく1903年には一般的なレイアウトに変更された。
スイフト製エンジンを初搭載した車は2気筒の「7」、1904年には「10」となった。4気筒「12/14」がさらに追加され、さまざまにアレンジされて第一次世界大戦まで数多くの台数が製造された。大型車としては3リッターエンジンを搭載した「15」が1913年に追加され第一次大戦後まで生産が継続された。
1904年には単気筒700ccのサイクルカーを別会社スイフト・サイクル・カンパニー(Swift Cycle Company Ltd)で製作した。この車は1909年にオースチン自動車が初代オースチン 7として販売した車でもある。第一次大戦後、スイフト・サイクル・カンパニーはスイフトと合併し、シリーズ構成が整理され、すばらしい1100 ccの「10」は継続し、2リッター4速ギアボックスの「12」が加わった。新型「10」は1923年にコイル式イグニッション、電動スターター、オプションのフロントブレーキが装備された「Q型」となり最高速度は55mphだった。1926年にはフロントブレーキが標準装備となり、エンジンも1190ccに増強され「P型」となった。1929年にはエンジンが1307ccとなり「P2型」となった。「12」は1925年に「12/35」となり、フロントブレーキ、プレートクラッチが装備され、ホイールベースが2フィート延長された。
1930年の「カデット(Cadet)」がスイフト最後の車となった。これは「100ポンド」カーと競い合うための車だった。850cc「コヴェントリー・クライマックス」エンジンを搭載し、価格はツアラーが149ポンド、サルーンが165ポンドとされた。しかしスイフトはフォードやモーリスと競うには弱小過ぎた。1931年に会社を終了している。